# Museu de Yorkshire
O Museu de Yorkshire é um museu em York, na Inglaterra. É a casa da Espada de Cawood, e tem quatro coleções permanentes, cobrindo a biologia, astronomia, geologia e arqueologia. Ele passou por uma grande renovação a partir de novembro de 2009 a 1 de agosto de 2010, com importantes mudanças  estruturais e um redesenvolvimento de todas as galerias já existentes. 

## História
O museu foi fundado pela Sociedade Filosófica de Yorkshire para acomodar suas coleções geológicas e arqueológicas, e foram originalmente alojados em Ousegate, York, até que o local se tornou pequeno. Em 1822 a sociedade, por concessão real, recebeu dez hectares de terras anteriormente pertencidas a Abadia de Santa Maria também em York, com a finalidade de construir um novo prédio para abrigar o museu. O edifício principal foi projetado por Williams Wilkins no estilo grego. O prédio tem grau 1 de proteção. Foi originalmente inaugurado em fevereiro de 1830, tornando-se um dos mais importantes e mais longos museus da Inglaterra. A condição da concessão real, era que a terra em torno do edifício do Museu deveria ser um jardim botânico, o que foi feito em 1830, e hoje esse jardim botânico é conhecido como Jardins do Museu. Em 26 de setembro de 1831 a reunião inaugural da Associação Britânica para o Avanço da Ciência, foi realizada no Museu de Yorkshire. 

## Coleções
As quatro coleção permanentes do museu têm o estatuto de coleção inglesa excecional, o que significa que são de importância nacional e internacional.
- A coleção de biologia contém cerca de 200 mil espécies, incluindo fauna e flora, com a maioria da coleção composta de insetos. Há dois espécimes empalhados da extinta arau-gigante, um esqueleto quase completo de um extinto moa e uma grande diversidade de espécimes da condado de North Yorkshire, além de restos de elefantes, Urso-das-cavernas e hiena da Caverna Kirkdale datados do período Quaternário.
- A coleção de geologia contém mais de 112.500 exemplares de rochas, minerais e fósseis. Os fósseis constituem 100.000 das amostras, e incluem exemplares importantes do Carbonífero, Mesozoico e Terciário.
- A coleção de astronomia é mantida principalmente no Observatório nos Jardins do Museu de York e  no Museu do Castelo de York.[3]

- A coleção de arqueologia conta com cerca de um milhão de objetos que datam de 500.000 a.C. até o século XX. Em 1992, o Museu de Yorkshire pagou dois milhões e meio de libras pela Joia de Middleham que foi encontrada por Ted Seaton usando um detector de metais em Middleham, no condado de North Yorkshire.[4]